# Fukuda Toyoshirō
Fukuda Toyoshirō (japanisch 福田 豊四郎, eigentliche Schreibweise Fukuda Toyoshirō (福田 豊城); geb. 27. November 1904 in der Präfektur Akita; gest. 27. September 1970) war ein japanischer Maler der Nihonga-Richtung.

## Leben und Werk
Nach dem Abschluss der Ausbildung an der Städtischen Kunstschule Kyōto (京都市立絵画専門学校 Kyōto shiritsu kaiga semmon gakkō) wurde Fukuda Schüler von Tsuchida Bakusen. 1924 gewann er den ersten Preis auf einer Ausstellung der „Gesellschaft für nationale kreative Malerei“ (国画創作協会 Kokuga sōsaku kyōkai). Danach ging er nach Tōkyo, um sich unter Kawabata Ryūshi weiter zu bilden. Fukuda nahm 1929 an der Gründung der Gruppe „Grüner Drache“ (青龍社 Seiryū-sha) teil und stellte dort jährlich aus, bis er die Gruppe 1933 verließ. Im folgenden Jahr schloss er sich Yoshioka Kenji (吉岡 堅二; 1906–1990), Komatsu Hitoshi (小松 均; 1902–1989), Iwahashi Eien (岩橋 英遠; 1903–1999) und anderen an, als man die „Studiengesellschaft für neue Nihonga“ (新日本画研究会 Shin Nihonga kenkyūkai) gründete. Mit Yoshioka Kenji und anderen gründete 1938 er die „Neue Künstlervereinigung“ (新美術人協会 Shin bijutsujin kyōkai) mit dem Ziel, einen neuen Typ des Nihonga zu schaffen.
Fukuda gewann seinen ersten bedeutenden Preis auf der 5. Teiten-Ausstellung 1924 und konnte dann dort weiter ausstellen. Auf der 11. Teiten 1930 gewann er wieder einen größeren Preis. – In der Zeit des Pazifikkriegs schuf er auch Bilder, die den Krieg in Südostasien darstellen.
1948 gründete er zusammen mit Yoshioka, Yamamoto Kyūjin (山本 丘人; 1900–1986), Uemura Shōkō (上村 松篁; 1902–2001) und anderen die „Kreative Kunst“ (創造美術 Sōzō bijutsu), die sich 1951 mit dem „Flügel der neuen kreativen Gesellschaft“ (新制作派教会 Shin seisaku-ha kyōkai) zu „Neuen kreativen Gesellschaft“ (新制作協会 Shin seisaku kyōkai) zusammenschloss.
Fukudas Vorkriegswerk war eher lyrisch und schloss Volkskunst ein, aber nach dem Krieg malte er moderner, kühner und komponierte Ereignisse so, als ob sie gleichzeitig passierten. Er und Yoshioka wurden die führenden Mitglieder der Neuen kreativen Gesellschaft. – Zu seinen repräsentativen Werken gehören „Tanzende Mädchen“ (踊る娘たち Odoru musumetachi) und „Muscheltaucherinnen“ (海女 Ama), letzteres im Besitz des Nationalmuseum für moderne Kunst Tokio.